# Гальберштадтське єпископство
Гальберштадтське єпископство (нім. Bistum Halberstadt) — одне з суверенних територіальних князівств Священної Римської імперії, утворене 806 року, існувало до Вестфальського миру 1648 року, коли єпископство було перетворено на світське князівство під управлінням Бранденбурга.

## Історія

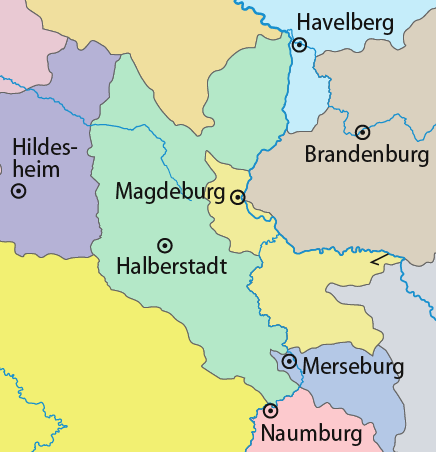
Гальберштадтське єпископство

Єпископство було утворено Карлом Великим для місіонерської діяльності в землях саксів та полабських слов'ян у 806 році. В 968 році східна частина території Гальберштадтського єпископства перейшла до новоутвореного Магдебурзького архієпископства. 1540 року єпископство стало лютеранським. 1648 єпископство було секуляризовано на князівство й віддано як компенсація за Передню Померанію Фрідріху-Вільгельму Бранденбурзькому.